# Liczby Mersenne’a
Liczby Mersenne’a – liczby postaci {\displaystyle M_{n}=2^{n}-1,} gdzie {\displaystyle n} jest liczbą naturalną. Liczby Mersenne’a zostały tak nazwane na cześć francuskiego matematyka Marina Mersenne’a, który opublikował tablicę liczb pierwszych tego typu (jak się później okazało, błędną).
Liczba Mersenne’a {\displaystyle M_{n}} jest równa sumie ciągu geometrycznego
{\displaystyle 2^{0}+2^{1}+2^{2}+2^{3}+\ldots +2^{n-1}.}

## Pierwszość liczb Mersenne’a
Warunkiem koniecznym, żeby liczba {\displaystyle M_{n}} była pierwsza jest, by {\displaystyle n} było liczbą pierwszą.
Rzeczywiście, niech {\displaystyle n=ab} będzie liczbą złożoną, gdzie {\displaystyle a,b>1} są liczbami naturalnymi. Wówczas
{\displaystyle M_{n}=2^{n}-1=2^{ab}-1=(2^{a})^{b}-1^{b}=}
{\displaystyle =(2^{a}-1)(2^{a(b-1)}+2^{a(b-2)}+2^{a(b-3)}+\ldots +2^{a(b-b)})}
również jest złożona.
Pierwszość wskaźnika {\displaystyle n} nie jest jednak wystarczająca dla pierwszości liczby {\displaystyle M_{n},} np.:
{\displaystyle M_{11}=2^{11}-1=23\cdot 89.}

### Liczby złożone Mersenne’a
Nie wiadomo, czy istnieje nieskończenie wiele liczb złożonych Mersenne’a o wykładnikach będących liczbami pierwszymi. Ich przykładami są:
{\displaystyle 2^{11}-1=2047=23\cdot 89}
{\displaystyle 2^{23}-1=8388607=47\cdot 178481}
{\displaystyle 2^{29}-1=536870911=233\cdot 1103\cdot 2089}
{\displaystyle 2^{37}-1=137438953471=223\cdot 616318177}
{\displaystyle 2^{41}-1=2199023255551=13367\cdot 164511353}
{\displaystyle 2^{43}-1=8796093022207=431\cdot 9719\cdot 2099863}
{\displaystyle 2^{47}-1=140737488355327=2351\cdot 4513\cdot 13264529}
{\displaystyle 2^{53}-1=9007199254740991=6361\cdot 69431\cdot 20394401}
{\displaystyle 2^{59}-1=576460752303423487=179951\cdot 3203431780337}
{\displaystyle 2^{83}-1=9671406556917033397649407=167\cdot 57912614113275649087721}
Hipoteza byłaby prawdziwa, gdyby okazało się, że istnieje nieskończenie wiele liczb pierwszych Germain mających postać {\displaystyle 4k+3.}

### Liczby pierwsze Mersenne’a
Nie wiadomo, czy istnieje nieskończenie wiele liczb pierwszych Mersenne’a. Obecnie poznano ich 52:
| Lp.  | n           | Mn                              | Mn                                          | Liczba cyfr w Mn | Data odkrycia        | Odkrywca                             |
| ---- | ----------- | ------------------------------- | ------------------------------------------- | ---------------- | -------------------- | ------------------------------------ |
| 1.   | 2           | {\displaystyle 2^{2}-1}         | 3                                           | 1                |                      |                                      |
| 2.   | 3           | {\displaystyle 2^{3}-1}         | 7                                           | 1                |                      |                                      |
| 3.   | 5           | {\displaystyle 2^{5}-1}         | 31                                          | 2                |                      |                                      |
| 4.   | 7           | {\displaystyle 2^{7}-1}         | 127                                         | 3                |                      |                                      |
| 5.   | 13          | {\displaystyle 2^{13}-1}        | 8191                                        | 4                | 1456                 | nieznany                             |
| 6.   | 17          | {\displaystyle 2^{17}-1}        | 131071                                      | 6                | 1588                 | Pietro Cataldi                       |
| 7.   | 19          | {\displaystyle 2^{19}-1}        | 524287                                      | 6                | 1588                 | Pietro Cataldi                       |
| 8.   | 31          | {\displaystyle 2^{31}-1}        | 2147483647                                  | 10               | 1772                 | Leonhard Euler                       |
| 9.   | 61          | {\displaystyle 2^{61}-1}        | 2305843009213693951                         | 19               | 1883                 | Iwan Perwuszin                       |
| 10.  | 89          | {\displaystyle 2^{89}-1}        | 618970019642690137449562111                 | 27               | 1911                 | Ralph Ernest Powers                  |
| 11.  | 107         | {\displaystyle 2^{107}-1}       | 162259276829213363391578010288127           | 33               | 1914                 | Ralph Ernest Powers                  |
| 12.  | 127         | {\displaystyle 2^{127}-1}       | 170141183460469231731687303715884105727     | 39               | 10 czerwca 1876      | Édouard Lucas                        |
| 13.  | 521         | {\displaystyle 2^{521}-1}       | 68647976601306097149...12574028291115057151 | 157              | 30 stycznia 1952     | Raphael Mitchel Robinson             |
| 14.  | 607         | {\displaystyle 2^{607}-1}       | 53113799281676709868...70835393219031728127 | 183              | 30 stycznia 1952     | Raphael Mitchel Robinson             |
| 15.  | 1279        | {\displaystyle 2^{1279}-1}      | 10407932194664399081...20710555703168729087 | 386              | 25 czerwca 1952      | Raphael Mitchel Robinson             |
| 16.  | 2 203       | {\displaystyle 2^{2203}-1}      | 14759799152141802350...50419497686697771007 | 664              | 7 października 1952  | Raphael Mitchel Robinson             |
| 17.  | 2 281       | {\displaystyle 2^{2281}-1}      | 44608755718375842957...64133172418132836351 | 687              | 9 października 1952  | Raphael Mitchel Robinson             |
| 18.  | 3 217       | {\displaystyle 2^{3217}-1}      | 25911708601320262777...46160677362909315071 | 969              | 8 września 1957      | Hans Riesel                          |
| 19.  | 4 253       | {\displaystyle 2^{4253}-1}      | 19079700752443907380...76034687815350484991 | 1 281            | 3 listopada 1961     | Alexander Hurwitz                    |
| 20.  | 4 423       | {\displaystyle 2^{4423}-1}      | 28554254222827961390...10231057902608580607 | 1 332            | 3 listopada 1961     | Alexander Hurwitz                    |
| 21.  | 9 689       | {\displaystyle 2^{9689}-1}      | 47822027880546120295...18992696826225754111 | 2 917            | 11 maja 1963         | Donald Bruce Gillies                 |
| 22.  | 9 941       | {\displaystyle 2^{9941}-1}      | 34608828249085121524...19426224883789463551 | 2 993            | 16 maja 1963         | Donald Bruce Gillies                 |
| 23.  | 11 213      | {\displaystyle 2^{11213}-1}     | 28141120136973731333...67391476087696392191 | 3 376            | 2 czerwca 1963       | Donald Bruce Gillies                 |
| 24.  | 19 937      | {\displaystyle 2^{19937}-1}     | 43154247973881626480...36741539030968041471 | 6 002            | 4 marca 1971         | Bryant Tuckerman                     |
| 25.  | 21 701      | {\displaystyle 2^{21701}-1}     | 44867916611904333479...57410828353511882751 | 6 533            | 30 października 1978 | Landon Curt Noll i Laura Nickel      |
| 26.  | 23 209      | {\displaystyle 2^{23209}-1}     | 40287411577898877818...36743355523779264511 | 6 987            | 9 lutego 1979        | Landon Curt Noll                     |
| 27.  | 44 497      | {\displaystyle 2^{44497}-1}     | 85450982430363380319...44867686961011228671 | 13 395           | 8 kwietnia 1979      | Harry Lewis Nelson i David Slowinski |
| 28.  | 86 243      | {\displaystyle 2^{86243}-1}     | 53692799550275632152...99857021709433438207 | 25 962           | 25 września 1982     | David Slowinski                      |
| 29.  | 110 503     | {\displaystyle 2^{110503}-1}    | 52192831334175505976...69951621083465515007 | 33 265           | 28 stycznia 1988     | Walt Colquitt i Luke Welsh           |
| 30.  | 132 049     | {\displaystyle 2^{132049}-1}    | 51274027626932072381...52138578455730061311 | 39 751           | 19 września 1983     | David Slowinski                      |
| 31.  | 216 091     | {\displaystyle 2^{216091}-1}    | 74609310306466134368...91336204103815528447 | 65 050           | 6 września 1985      | David Slowinski                      |
| 32.  | 756 839     | {\displaystyle 2^{756839}-1}    | 17413590682008709732...02603793328544677887 | 227 832          | 19 lutego 1992       | David Slowinski i Paul Gage          |
| 33.  | 859 433     | {\displaystyle 2^{859433}-1}    | 12949812560420764966...02414267243500142591 | 258 716          | 10 stycznia 1994     | David Slowinski i Paul Gage          |
| 34.  | 1 257 787   | {\displaystyle 2^{1257787}-1}   | 41224577362142867472...31257188976089366527 | 378 632          | 3 września 1996      | David Slowinski i Paul Gage          |
| 35.  | 1 398 269   | {\displaystyle 2^{1398269}-1}   | 81471756441257307514...85532025868451315711 | 420 921          | 13 listopada 1996    | GIMPS / Joel Armengaud               |
| 36.  | 2 976 221   | {\displaystyle 2^{2976221}-1}   | 62334007624857864988...76506256743729201151 | 895 932          | 24 sierpnia 1997     | GIMPS / Gordon Spence                |
| 37.  | 3 021 377   | {\displaystyle 2^{3021377}-1}   | 12741168303009336743...25422631973024694271 | 909 526          | 27 stycznia 1998     | GIMPS / Roland Clarkson              |
| 38.  | 6 972 593   | {\displaystyle 2^{6972593}-1}   | 43707574412708137883...35366526142924193791 | 2 098 960        | 1 czerwca 1999       | GIMPS / Nayan Hajratwala             |
| 39.  | 13 466 917  | {\displaystyle 2^{13466917}-1}  | 92494773800670132224...30073855470256259071 | 4 053 946        | 14 listopada 2001    | GIMPS / Michael Cameron              |
| 40.  | 20 996 011  | {\displaystyle 2^{20996011}-1}  | 12597689545033010502...94714065762855682047 | 6 320 430        | 17 listopada 2003    | GIMPS / Michael Shafer               |
| 41.  | 24 036 583  | {\displaystyle 2^{24036583}-1}  | 29941042940415717208...67436921882733969407 | 7 235 733        | 15 maja 2004         | GIMPS / Josh Findley                 |
| 42.  | 25 964 951  | {\displaystyle 2^{25964951}-1}  | 12216463006127794810...98933257280577077247 | 7 816 230        | 18 lutego 2005       | GIMPS / Martin Nowak                 |
| 43.  | 30 402 457  | {\displaystyle 2^{30402457}-1}  | 31541647561884608093...11134297411652943871 | 9 152 052        | 15 grudnia 2005      | GIMPS / Curtis Cooper i Steven Boone |
| 44.  | 32 582 657  | {\displaystyle 2^{32582657}-1}  | 12457502601536945540...11752880154053967871 | 9 808 358        | 4 września 2006      | GIMPS / Curtis Cooper i Steven Boone |
| 45.  | 37 156 667  | {\displaystyle 2^{37156667}-1}  | 20225440689097733553...21340265022308220927 | 11 185 272       | 6 września 2008      | GIMPS / Hans-Michael Elvenich        |
| 46.  | 42 643 801  | {\displaystyle 2^{42643801}-1}  | 16987351645274162247...84101954765562314751 | 12 837 064       | 4 czerwca 2009       | GIMPS / Odd Magnar Strindmo          |
| 47.  | 43 112 609  | {\displaystyle 2^{43112609}-1}  | 31647026933025592314...80022181166697152511 | 12 978 189       | 23 sierpnia 2008     | GIMPS / Edson Smith                  |
| 48.  | 57 885 161  | {\displaystyle 2^{57885161}-1}  | 58188726623224644217...46141988071724285951 | 17 425 170       | 25 stycznia 2013     | GIMPS / Curtis Cooper                |
| 49.  | 74 207 281  | {\displaystyle 2^{74207281}-1}  | 30037641808460618205...87010073391086436351 | 22 338 618       | 7 stycznia 2016      | GIMPS / Curtis Cooper                |
| 50.* | 77 232 917  | {\displaystyle 2^{77232917}-1}  | 46733318335923109998...82730618069762179071 | 23 249 425       | 26 grudnia 2017      | GIMPS / Jonathan Pace                |
| 51.* | 82 589 933  | {\displaystyle 2^{82589933}-1}  | 14889444574204132554...37951210325217902591 | 24 862 048       | 7 grudnia 2018       | GIMPS / Patrick Laroche              |
| 52.* | 136 279 841 | {\displaystyle 2^{136279841}-1} | 88169432750383326555...55076706219486871551 | 41 024 320       | 12 października 2024 | GIMPS / Luke Durant                  |

* Czerwiec 2025: Numeracja tymczasowa. Nie wiadomo czy między liczbami M74207281 i M136279841 nie ma innych jeszcze nieodkrytych liczb pierwszych Mersenne’a.

### Test Lucasa-Lehmera
Pierwszość liczb Mersenne’a sprawdza się za pomocą testu Lucasa-Lehmera:
Przyjmijmy
S1 = 4
i następnie
Sk = Sk−12 −2
Liczba Mp jest liczbą pierwszą wtedy i tylko wtedy, gdy:
Sp−1 ≡ 0 mod Mp.
Przykład zastosowania testu Lucasa:
Rozważmy M7 = 127
- S1 = 4
- S2 = 42 − 2 = 14
- S3 = 142 − 2 = 194 ≡ 67 (mod 127)
- S4 = 672 − 2 = 4487 ≡ 42 (mod 127)
- S5 = 422 − 2 = 1762 ≡ 111 (mod 127)
- S6 = 1112 − 2 = 12319 ≡ 0 (mod 127)

liczba M7 = 27−1 = 127 jest liczbą pierwszą.

## Największa liczba pierwsza Mersenne’a
Największą obecnie znaną liczbą pierwszą Mersenne’a jest {\displaystyle 2^{136279841}-1.} Odkrył ją 12 października 2024 roku Luke Durant w ramach projektu GIMPS. Do jej zapisania w układzie dziesiętnym potrzeba 41 024 320 cyfr. Współcześnie poszukiwaniem liczb pierwszych Mersenne’a i rozkładaniem liczb złożonych na czynniki pierwsze zajmują się projekty obliczeń rozproszonych. Czołowym z nich jest właśnie GIMPS, do którego należy odkrycie ostatnich największych znanych liczb pierwszych.

## Liczby Mersenne’a a liczby doskonałe
Liczby Mersenne’a są związane z odnajdywaniem kolejnych liczb doskonałych, ponieważ występują we wzorze, który je generuje: {\displaystyle 2^{n-1}\cdot (2^{n}-1),} gdzie wyrażenie {\displaystyle 2^{n}-1} to liczba pierwsza Mersenne’a {\displaystyle M_{n}}.

## Związek liczb złożonych Mersenne’a z liczbami pierwszymi Germain
Twierdzenie: Liczba Mersenne’a {\displaystyle 2^{p}-1} jest złożona i podzielna przez {\displaystyle q:=2p+1} dla dowolnej liczby pierwszej Germain {\displaystyle p\equiv -1\!\!\!\!{\pmod {4}}.}
Dowód: Na mocy twierdzenia o wzajemności kwadratowej, kongruencja {\displaystyle x^{2}\equiv 2\!\!\!\!{\pmod {q}}} ma rozwiązanie dla liczby pierwszej nieparzystej {\displaystyle q} wtedy i tylko wtedy, gdy {\displaystyle q\equiv 1{\mbox{ lub }}-1\!\!\!\!{\pmod {8}}.}
Niech {\displaystyle p\equiv -1\!\!\!\!{\pmod {4}}} będzie liczbą pierwszą Germain, czyli {\displaystyle p=4a-1} jest pierwsze, oraz {\displaystyle q:=2p+1} jest liczbą pierwszą. Wtedy {\displaystyle q=8a-1,} więc istnieje liczba całkowita {\displaystyle r} taka, że {\displaystyle r^{2}\equiv 2\!\!\!\!{\pmod {q}}.} Zatem na mocy Małego Twierdzenia Fermata: {\displaystyle 2^{p}-1=r^{q-1}-1\equiv 0\!\!\!\!{\pmod {q}}.}
Przykłady: {\displaystyle p=11,\ 23,\ 83.}